# Jakub Porada
Jakub Porada (ur. 30 września 1969 w Kielcach) – polski dziennikarz telewizyjny i radiowy, wokalista, autor książek i warsztatów skutecznego mówienia. 

## Życiorys

### Edukacja
Absolwent II Liceum Ogólnokształcącego im. Jana Śniadeckiego w Kielcach. Ukończył politologię na Uniwersytecie Śląskim, specjalizacja dziennikarska. Ukończył studium wokalno-baletowe.

### Kariera zawodowa
W latach 1988–1993 grał w Teatrze Muzycznym w Gliwicach w musicalach (m.in. West Side Story, Me and Me Girl, Robber Bridegroom). Komponował teksty i śpiewał w zespole Lektik. W latach 80. był również liderem kapeli Paragraf X.
Na początku pracy dziennikarskiej w latach 1996–2001 był związany z katowickim ośrodkiem TVP, w którym prowadził programy przez pięć lat, oraz lokalnym oddziałem Radia Plus. Współtworzył TVN24, w którym od 2001 prowadził Poranki na zmianę z Anitą Werner. W latach 2001–2011 prowadził również programy, takie jak m.in.: Prosto z Polski, Dzień po dniu, Kalejdoskop oraz inne serwisy informacyjne, później został prowadzącym cyklu Polska na weekend i programu Pokaż nam świat w TVN24 BiS. Prowadzi codzienny serwis Express (od 2012) w TTV oraz podróżnicze cykle w Travel Channel, a także cykl: Porada na weekend w TVN24. Zajmuje się prowadzeniem warsztatów i szkoleń medialnych. Jest autorem ośmiu książek: Chłopaki w sofixach (2011), Porada da radę (2014, 2015), Porada na Europę (2016), Niezły numer, czyli dziewczyny w białych tenisówkach (2016), Sztukmistrz w Tczewie, czyli mów, co chcesz. Poradnik skutecznego mówienia (2017) i Porada na Europę 2 (2018).
W 2024 otrzymał tytuł Mistrza Mowy Polskiej.

## Życie prywatne
Był żonaty z Grażyną.

## Publikacje
- 2011: Chłopaki w sofixach
- 2014: Porada da radę
- 2015: Polska da radę[4]
- 2016: Porada na Europę
- 2016: Niezły numer, czyli dziewczyny w białych tenisówkach
- 2017: Sztukmistrz w Tczewie, czyli mów, co chcesz. Poradnik skutecznego mówienia
- 2018: Porada na Europę 2
- 2021: Dasz radę. Przewodnik na trudne czasy